# Атомна Леда
«Атомна Леда» — картина іспанського художника Сальвадора Далі, написана у 1949 році. Зберігається у колекції Театру-музею Далі у Фігерасі.

## Опис
У передмові до каталогу в галереї Біну в Нью-Йорку, яка проходила з 25 листопада 1947 року по 3 січня 1948 року, Далі оголосив про те, що йому виповнилося 44 роки та він, нарешті, вирішив написати свій перший шедевр. При цьому він додав, що показує картину в незавершеному вигляді, тим самим даючи можливість тим, хто цікавиться його технікою, вивчати процес роботи над цим полотном, що за часом збігався з виходом його книги «50 секретів чарівної майстерності».
Картина має відголос  міфології, якою так цікавився Далі. Картина написана згідно з «божественною пропорцією» Луки Пачолі, але деякі розрахунки виконані математиком Матилою Гіка. На відміну від своїх сучасників, котрі вважали, що математика знаходиться поза художнього контексту, Далі вважав, що будь-який значний витвір мистецтва має спиратися на композицію, тобто на розрахунок.  Всі елементи цієї картини зображені у невагомості, підвішеними у повітрі.